# 方允昌
方允昌（？—？），字全之，號澹菴，浙江绍兴府諸暨縣人，明末清初政治人物。同進士出身。

## 生平
天啓四年（1624年）甲子科順天府鄉試第九十一名舉人，崇禎七年（1634年），登甲戌科進士，都察院观政，十月授四川成都知县，十五年考选，補刑部四川司主事。京师陷落，投降順軍，任户政府从事，与制将军白邦政以兵二千索饷至淮上，见明军守御甚严，退屯宿迁。之後逃回家乡。
十七年（1644年）五月福王立于南京，處置投順官员，列第二等应斩秋决者：刑科给事中光时亨，河南提学佥事巩焴，庶吉士周鍾，兵部主事方允昌四人。

## 家族
曾祖方密，庠生；祖方思敬；父方晓，庠生。